# Конда (деревня)
Конда — деревня в Няндомском районе Архангельской области.

## География
Находится в юго-западной части Архангельской области на расстоянии приблизительно 11 км на запад-юго-запад по прямой от административного центра района города Няндома.

## История
В 1905 году здесь было учтено 29 дворов. Тогда деревня входила в Каргопольский уезд Олонецкой губернии. До 2022 года входила в Няндомское городское поселение до его упразднения.

## Население
Численность населения: 177 человек (1905), 154 (русские 97 %) в 2002 году, 134 в 2010.